# Búsqueda en el espacio de estados
Búsqueda en el espacio de estados es un proceso usado en el campo de la Informática, incluyendo la Inteligencia Artificial (AI), en el cual se consideran sucesivos estados de una instancia, con la meta de encontrar un "estado final" con las características deseadas.
Los problemas se modelan a menudo como un espacio de estados, un conjunto de estados que contiene el problema. El conjunto de estados forma un grafo donde dos estados están conectados si hay una operación que se pueda llevar a cabo para transformar el primer estado en el segundo.
La búsqueda en el espacio de estados difiere de los métodos de búsqueda tradicionales porque el espacio de estados está implícito: El grafo del espacio de estados típico es demasiado grande para generarlo y guardarlo en memoria. En su lugar, los nodos se generan en el momento en que se exploran y generalmente son descartados después. Una solución puede consistir solamente en un estado objetivo, o en un camino desde un estado inicial hasta el estado final.